# شهرستان کارولین (مریلند)
شهرستان کارولین، مریلند (به انگلیسی: Caroline County, Maryland) یک سکونتگاه مسکونی در ایالات متحده آمریکا است که در مریلند واقع شده‌است.